# Teoria măsurii
Teoria măsurii este o ramură a analizei matematice care studiază sigma-algebre, măsuri, funcții măsurabile și integrale.
În matematică, o măsură este o funcție care asociază un număr sau mărime (lungime, arie, volum, sau probabilitate) unei submulțimi a unei mulțimi date. Această noțiune a fost dezvoltată datorită necesității de a realiza integrări pe mulțimi arbitrare, și nu pe intervalele reale pe care se integra de obicei. Conceptul e important în analiza matematică și reprezintă un fundament riguros pentru teoria probabilităților și statistică.

## Exemple de măsuri
Măsura Lebesgue este singura măsura completă invariantă la translație pe o sigma-algebră conținind intervalele reale astfel încît μ([0,1])=1.
Măsura zero este definită ca μ(X)=0 pentru orice X.
Orice spațiu de probabilități are o măsură cu valoarea 1 pentru tot spațiul. Astfel, valorile posibile ale acestei măsuri sunt în intervalul [0,1]. O astfel de măsură se numește măsură de probabilitate.
Alte măsuri: măsura Borel, măsura Euler, măsura Gauss, măsura Jordan.